# Relations internationales du Tibet
Les relations internationales du Tibet découlent dans un premier temps des accords passés par la Chine, la Russie, l'Inde et le Royaume-Uni au sujet du statut du Tibet. Plus tard les États-Unis et les Nations unies devaient jouer un rôle en réagissant à l'affirmation de souveraineté par la république populaire de Chine à partir de 1950. Le Népal et les autres petits pays, indépendants ou semi-indépendants, des confins indo-tibétains, jouent un rôle mineur de même que la Mongolie.

## Les premiers temps
On sait peu de choses sur l'histoire du Tibet avant le VIIe siècle, époque où le bouddhisme fut introduit par Padmasambhava, un maître de l'Inde. Le Tibet fut un empire expansionniste puissant entre les VIIIe et Xe siècles. Le roi du Tibet Namri Songtsen aurait fait entrer le Tibet pour la première fois dans l'histoire de la Chine avec l'envoi d'ambassades en 608 et 609.

## Les relations avec la dynastie de Tang

### Mariage de Songtsen Gampo avec une princesse han (641)
En Songtsen Gampo épouse la princesse Wencheng, qui lui est offerte en mariage à Songzhou, en 641, liant ainsi des relations avec la dynastie Tang. Elle est la deuxième paresonne, avec la princesses népalaise, Bhrikuti qu'il épouse en 633, à amener le bouddhisme dans la famille de l'empereur.

### Occupation de la capitale chinoise (763)
Il y a un pilier de pierre, le rdo-rings de Zhol à Lhassa, dans le vieux village de Zhol devant le palais du Potala à Lhassa, datant des alentours de 764, sous le règne de Trisong Detsen. Il contient un compte rendu de la prise de Chang'an, la capitale chinoise, en 763, sous le règne de Daizong, l'empereur des Tang. En 1993, le pilier a été entouré de bâtiments et fils télégraphique si bien qu'on ne peut s'en approcher,.

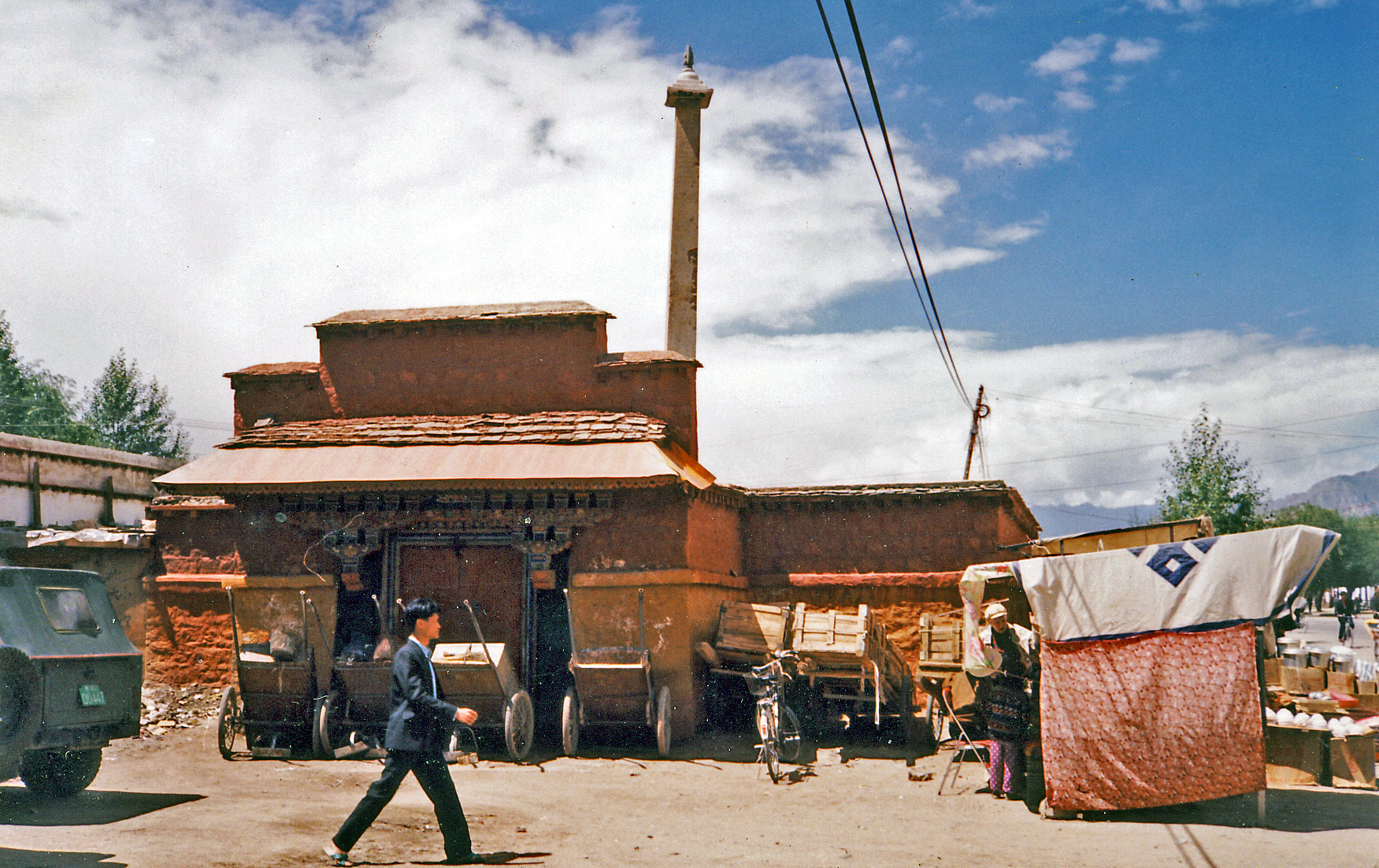
Le pilier de Shöl à Lhassa en 1993.

### Traité de paix sino-tibétain (822)
En 822, le traité de paix sino-tibétain fut signé entre l’empereur du Tibet, Tri Ralpachen et l’empereur chinois Muzong (820-824) de la dynastie Tang. Le traité permit de stabiliser les relations politiques, militaires et commerciales entre le Tibet et la Chine. Ainsi le traité délimita la frontière entre les deux empires/royaumes et la Chine reconnaît l'occupation du Gansu par les Tibétains.
Un monument de pierre datant de 823 et exposant les termes du traité de paix sino-tibétain de 822 peut être encore vu devant le temple de Jokhang dans le quartier du Barkhor à Lhassa. Sur ce monument, le traité d'amitié, rédigé à la fois en tibétain et en chinois est gravé et s'avère quelque peu difficile à interpréter. Les rapports entre les deux pays paraissent avoir été complexes. D'une part, le texte décrit les relations entre la Chine et le Tibet comme semblables à celles entre un oncle et son neveu. La dynastie Tang de Chine et la dynastie Yarlung du Tibet ont été liées par mariage, cependant les termes d'oncle et de neveu ne sont pas utilisés par rapport aux autres groupes avec qui les Chinois ont eu des relations par mariage. Cette terminologie correspondait à une phraséologie diplomatique impliquant des relations amicales comme au sein d'une famille. D'autre part, le texte reproduit, décrit les deux pays comme égaux. Le texte a été publié à plusieurs reprises,,,.
Le traité prévoit et garantie l'indépendance des deux nations signataires. Le traité servira de base aux relations entre le Tibet et la Chine jusqu'à l'intervention militaire chinoise de 1950 :
« Le Tibet et la Chine garderont les frontières qu'ils possèdent actuellement. Tout à l'est est le pays de la grande Chine, tout à l'ouest est le pays du grand Tibet. Désormais, de part et d'autre, il n'y aura ni hostilité, ni guerre, ni prise de territoire. »,,.
« Cet accord solennel ouvre une grande époque, où les tibétains seront heureux chez eux, et les chinois, sur la terre de Chine »

## Conquête mongole
Après que le Prince mongol Köden eut établi sa domination sur la région du Kokonor en 1239, afin d'examiner la possibilité d'attaquer la Chine des Song depuis l'Ouest, il envoya son général Doorda Darqan en mission de reconnaissance au Tibet en 1240. Pendant cette expédition les monastères Kadampas de Rwa-sgreng et Rgyal-lha-khang furent brûlés, et 500 personnes tuées. La mort de Ögödei, le Khan mongol, en 1241, mit provisoirement un terme à l'activité militaire mongole dans le monde. L'intérêt des Mongols pour le Tibet reprit en 1244 quand le Prince Köden envoya une invitation à Sakya Pandita (1182-1251) pour qu'il vienne dans sa capitale et remette officiellement le Tibet aux Mongols. Sakya Pandita arriva au Kokonor avec ses deux neveux 'Phags-pa (1235-80) et Phyag-na Rdo-rje (1239-67) en 1246.
Après une querelle intestine entre les princes mongols, Kublai Khan fut nommé par Möngke Khan pour assumer la direction des campagnes chinoises en 1253. Comme Sakya Pandita était déjà mort, Kublai Khan prit 'Phags-pa dans son camp comme symbole de la reddition du Tibet. Kublai fut élu Khan en 1260 après la mort de son frère Möngke, bien que son ascendance ne fût pas sans être contestée. À cette époque, il nomma 'Phags-pa comme son maître d'état Guo-shi. En 1265, 'Phags-pa retourna au Tibet et pour la première fois essaya d'imposer l'hégémonie de Sakyapa en nommant Shakya Bzang-po (un serviteur de longue date et allié des Sakyapas) comme Dpon-chen (grand administrateur) du Tibet en 1267. Un recensement fut fait en 1268 et le Tibet divisé en treize myriarchies.[réf. nécessaire]

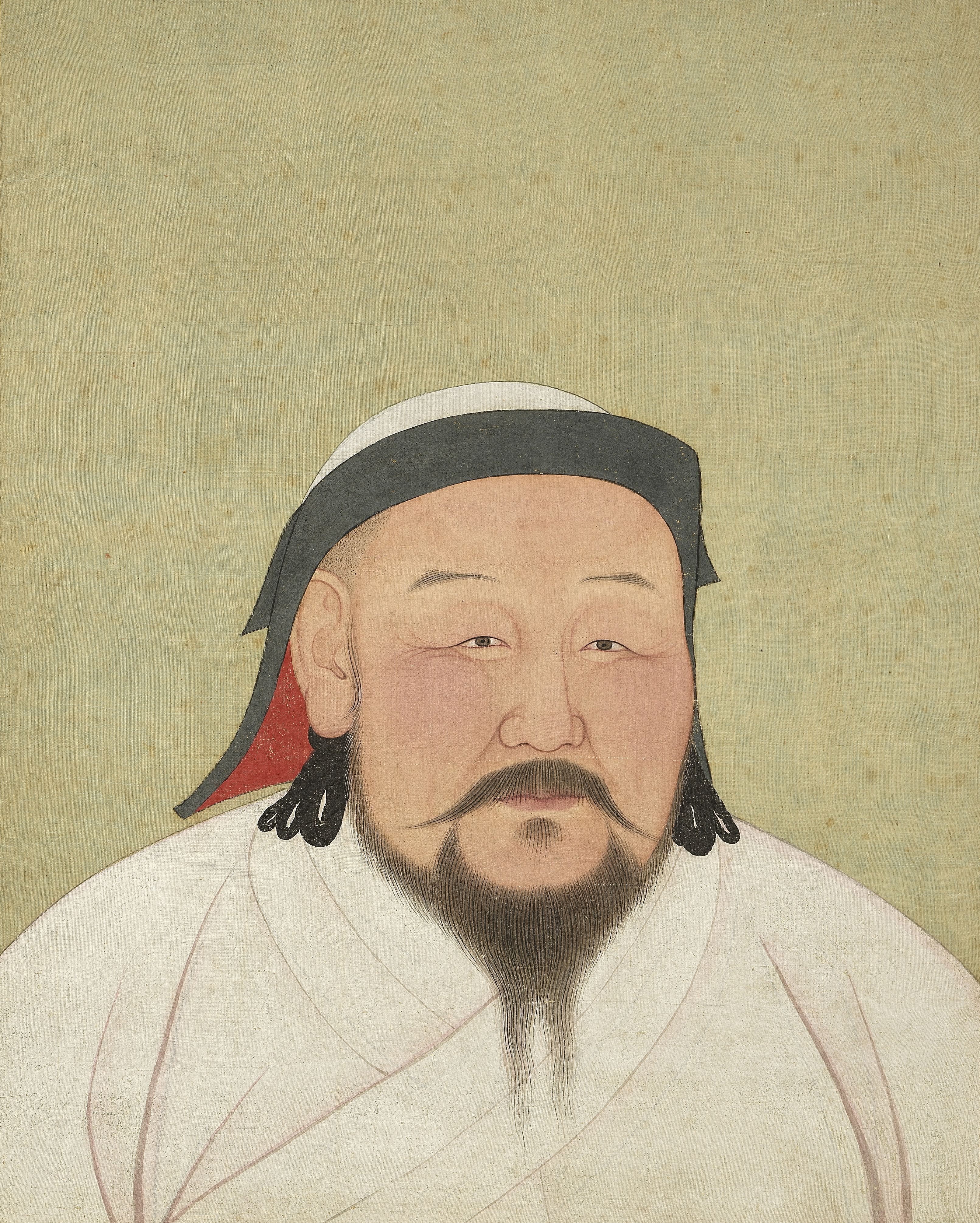
Kublai Khan.

En 1269 'Phags-pa retourna aux côtés de Kublai dans sa nouvelle capitale Qanbaliq (Pékin de nos jours). Il présenta au Khan un nouveau manuscrit conçu pour représenter toutes les langues de l'empire. L'année suivante il fut nommé Di-shi (maître impérial), et sa fonction de dirigeant nominal du Tibet (désormais divisé en treize myriarchies) fut confirmée. L'hégémonie des Sakyapa au Tibet continua jusqu'au milieu du XIVe siècle, bien qu'elle fût défiée par une révolte de l'école des 'Bri-khung (Drikung) avec l'assistance de Hülegü des Houlagides en 1285. La révolte fut éliminée en 1290 quand les Sakyapas et les Mongols de l'Est brûlèrent le monastère siège de 'Bri-khung (tibétain : འབྲི་གུང་གླིང, Wylie : 'bri gung gling, THL : drigung ling) et tuèrent 10 000 personnes.

## Relations entre le Népal et le Tibet
Le Népal et le Tibet ont connu des relations spirituelles, culturelles, politiques et économiques très anciennes remontant au moins au VIIe siècle.
En 639, le roi du Tibet Songtsen Gampo épousa la princesse Bhrikuti Devi, fille du roi népalais Amshuvarman, initiant des relations commerciales, culturelles et spirituelles.
Le col de Nathu La entre le Tibet et le Sikkim n’a été ouvert qu’au XVIIe siècle. Le Népal et, dans une moindre mesure, le Ladakh détenaient donc la route des échanges commerciaux et culturels entre le Tibet et l’Inde.

## Relations sous les dalaï-lamas et les rois népalais
Des relations commerciales existaient entre le Tibet et le Népal depuis le début du XVIIe siècle. Sous la monarchie népalaise des Malla, le ministre d'État Bhima Malla se rendit à Lhassa où il négocia un traité de commerce.
En 1650, le 5e dalaï-lama signa un traité avec le roi de Patan, Siddhi Narasimha Malla, autorisant le Népal à frapper la monnaie qui eut cours au Tibet, jusqu’en 1792, quand le gouvernement tibétain frappa sa propre monnaie.

### Traité entre le Népal et le Tibet de 1790
En 1788, le Népal annexa le Sikkim. En 1790, en raison de litiges commerciaux lié à la monnaie népalaise, l’armée népalaise vainc l’armée tibétaine et envahit le Tibet jusqu’à Shékar Dzong débouchant sur la signature d’un traité inégal entre le Népal et le Tibet, l’accord népalo-tibétain de 1790 qui prévoyait notamment le payement d’une annuité de 50 000 roupies. Le traité est désavoué par le 8e dalaï-lama.

### Traité entre le Népal et le Tibet de 1792
En 1791, 18 000 soldats népalais marchent vers Shigatsé car le Tibet prétextant l’absence de ratification de l’accord par le 8e dalaï-lama n’a pas payé l’annuité. En 1792, l’armée mandchoue de la dynastie Qing et l’armée tibétaine écrasent l’armée népalaise.
Un nouveau traité est signé, abrogeant le précédent. Le Népal n’a plus le droit de frapper la monnaie pour le Tibet, mais les privilèges commerciaux sont maintenus. La mission diplomatique népalaise est établie à Lhassa.

### Traité entre le Népal et le Tibet de 1856

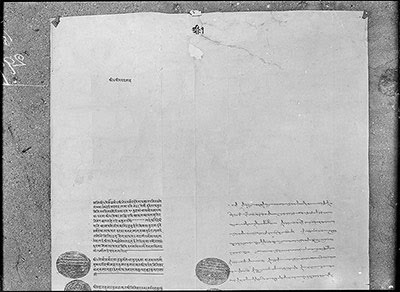
Traité entre le Népal et le Tibet de 1856.

En 1846, le commandant en chef Jang Bahadur, devient Premier ministre et s’arroge les pouvoirs du Roi du Népal maintenu de façon symbolique. Insatisfait de l’accord avec le Tibet de 1792, Jang Bahadur envahit le Tibet jusqu’à Kyirong. Le 24 mars 1856, un traité est signé entre le Tibet et le Népal.
Ce traité donna au Népal le droit de nommer ses envoyés au Tibet, les Vakil ou Bhardar,. Selon Charles Bell, ils ne devaient pas être choisis parmi la communauté newar. Entre 1856 et 1956, 20 agents népalais se succédèrent à Lhassa. Avant 1856 et depuis le milieu du XVIIe siècle, selon la tradition, un Nayak était nommé, généralement, il s'agissait du chef des commerçants népalais au Tibet.

#### Le Népal s'est basé sur ses traités avec le Tibet pour adhérer à l'ONU
En 1955, pour adhérer à l'ONU, le Népal prouva sa souveraineté sur la base de ses traités avec le Tibet, les seuls traités internationaux dont ce pays disposait,,.

#### Abrogation
En 1956, le traité de 1856 est abrogé par un accord commercial signé par la république populaire de Chine et le Népal.
Après l'abrogation du traité, la mission diplomatique du Népal à Lhassa n’est plus qu’un consulat. Cependant, à ce jour, le Népal reste le seul pays disposant d’une représentation diplomatique à Lhassa.

## Le contrôle de la dynastie Qing
Au début du XVIIIe siècle, le gouvernement de Chine de la dynastie Qing a la Tibet sous la tutelle des Qing.[citation nécessaire].
Selon l'ambassadeur de Chine à Singapour Hong Xiaoyong, de 1727 à 1911, ce sont en tout 57 amban (ministres chargés des affaires tibétaines sous la dynastie Qing) qui sont en poste au Tibet où ils ont la haute main sur l'administration locale pour le compte de l'autorité centrale.
Selon Michael Harris Goodman qui cite Perceval Landon, l’amban, sans pouvoir réel, se contentait d’une observation des formalités,.
Selon les historiens chinois Wang Jiawei & Nyima Gyaincain[réf. nécessaire], en 1793, les amban des Qing exerçaient les pouvoirs suivants :
- le pouvoir administratif : prendre en charge, avec le dalaï-lama, le kashag, et s'occuper des affaires concernant les responsables en dessous de l'échelon de kaleun et les trulkou ;
- le pouvoir personnel : parrainer la cérémonie de tirage au sort et rendre compte à l'empereur de la réincarnation du dalaï-lama, du panchen lama et autres trulkou ;
- le pouvoir militaire : contrôler le recrutement et l'envoi des troupes tibétaines, choisir et nommer les responsables militaires en dessous de l'échelon de depeun et inspecter les troupes tibétaines ;
- le pouvoir judiciaire : examiner et approuver la sanction des criminels et enquêter sur les responsables ayant enfreint la loi et les punir ;
- le pouvoir de traiter des affaires étrangères ayant trait au pays voisins ;
- le pouvoir financier : superviser la frappe de la monnaie, vérifier le paiement des impôts et le budget du gouvernement.

Ces divers pouvoirs représentaient la souveraineté de l'État, et en aucun cas les détenteurs de ces pouvoirs n'étaient des « ambassadeurs chinois au Tibet » : aucun ambassadeur de par le monde ne jouit de tels pouvoirs.
Selon l'universitaire chinois Rong Ma, sous la dynastie Qing, la principale mission échue aux deux ambans et à leurs troupes était de s'assurer de la subordination du Tibet au pouvoir impérial, de maintenir le Tibet en paix et de le défendre contre toute invasion étrangère. Il y avait 3 000 soldats (han, mongols et mandchous) à Lhassa au début du XVIIIe siècle, leur nombre croissant jusqu'à 10 000-15 000 pendant la guerre contre les Gurkhas en 1791. « Il ne saurait y avoir aucun doute quant à la subordination du Tibet à la Chine gouvernée par les Mandchous dans les premières décennies du XVIIIe siècle (Melvyn C. Goldstein) ».
Les commissaires (ambans) de Lhassa étaient par ailleurs chargés d'organiser le commerce entre le Tibet et les autres régions. La régulation de ce commerce se faisait surtout par voie administrative. Ainsi, pendant le règne de l'empereur Qianlong (1736-1795), le gouvernement tibétain acheta du cuivre provenant de la province de Yunnan à trois reprises par l'intermédiaire des commissaires chinois de Lhassa. Lorsque le gouverneur du Yunnan Li Sirao refusa de fournir du cuivre au Tibet en 1779, le dalaï-lama s'en plaignit auprès des commissaires et Qianlong fit des remontrances officielles au gouverneur.

## Les événements du début duXXesiècle

### Expédition militaire britannique au Tibet (1903-1904)
En 1904, une mission diplomatique britannique, accompagnée d'une forte escorte militaire, se fraya de force un chemin jusqu'à Lhassa. Le chef de cette mission était le colonel Francis Younghusband. La motivation principale de la mission britannique était la crainte, qui devait s'avérer sans fondement, que la Russie n'étende son influence au Tibet et peut-être même n'ait accordé une aide militaire au gouvernement tibétain.

### Convention entre la Grande-Bretagne et le Tibet (1904)
Quand la mission atteignit Lhassa, le 13e dalaï-lama avait déjà fui à Urga en Mongolie, mais la convention entre la Grande-Bretagne et le Tibet fut signée avec des responsables laïques et religieux du gouvernement tibétain et des représentants des trois monastères de Séra, Drepung, et Ganden,. Le traité stipulait que la frontière entre le Sikkim et le Tibet devait être respectée, qu'une indemnité devait être payée par le Gouvernement tibétain au Gouvernement britannique pour les dépenses encourues par l'envoi de troupes armées à Lhassa. Il demandait en outre, qu'un agent de commerce britannique réside à Gyantse et à Gartok. Le gouvernement britannique obtint que 
« Le gouvernement tibétain s’engage, hormis les cas où il aura obtenu l’autorisation préalable du gouvernement britannique, a) à ne céder, vendre, louer, hypothéquer ou laisser occuper, de quelque manière que ce soit aucune portion du territoire tibétain au bénéfice d’une quelconque puissance étrangère ; b) à ne permettre à aucune de ces puissances d’intervenir dans les affaires tibétaines ; c) à n’admettre au Tibet aucun représentant ou agent d’une puissance étrangère ; d) à n’accorder à aucune puissance étrangère ou aucun sujet d’une puissance étrangère la concession de chemins de fer, routes, télégraphes, mines ou autres droits ».

### Le traité de Pékin (1906)
Les clauses de ce traité de 1904 furent modifiées par un traité signé en 1906 directement entre la Grande-Bretagne et la Chine, par lequel les Britanniques reconnaissaient la suzeraineté de la Chine sur le Tibet et consentaient à « ne pas annexer de territoire tibétain ni à s'ingérer dans l'administration du Tibet ».
Le poste d'agent de commerce britannique à Gyantse fut occupé de 1904 à 1944. Ce n'est qu'à partir de 1937, du fait de la création du poste de « chef de la Mission britannique de Lhassa », qu'un officier britannique eut un poste permanent à Lhassa même.

### Le Tibet, entre suzeraineté chinoise et indépendance de fait
Par un traité signé en 1907, le Royaume-Uni et la Russie impériale reconnurent la suzeraineté chinoise sur le Tibet et convinrent de ne pas négocier avec le Tibet sauf par le truchement du gouvernement chinois.
Après l'invasion du Tibet par l'armée du seigneur de guerre Zhao Erfeng en 1910, Thubten Gyatso, 13e Dalaï-lama, dut s'enfuir en Inde et les Chinois instaurèrent pour la première fois une administration directe à Lhassa en 1910. Après que la révolution chinoise de 1911 eut mis fin à la dynastie mandchoue, les troupes chinoises se retirèrent ou furent chassées par les Tibétains, et le 13e dalaï-lama déclara l'indépendance du Tibet en 1912 et put rétablir son pouvoir temporel.
En 1913, le Tibet et la Mongolie signèrent un traité d'amitié et d'alliance proclamant leur indépendance de la Chine, et leur reconnaissance mutuelle.

### Le traité de Simla (1914)
En 1914, un traité fut négocié en Inde, la convention de Simla, impliquant des représentants plénipotentiaires de la Chine, du Tibet et de la Grande-Bretagne. La convention définit la frontière entre l'Inde et le Tibet par la ligne Mac-Mahon et divise le Tibet en « Tibet extérieur » sous l'administration du gouvernement du dalaï-lama et « Tibet intérieur » où Lhassa aurait l'autorité spirituelle uniquement. Les deux secteurs étaient considérés comme étant sous la « suzeraineté » chinoise. Les trois représentants paraphèrent l'accord le 27 avril 1914 mais Pékin en définitive s'opposa à la frontière proposée entre Tibet intérieur et Tibet extérieur et renia l'accord et le paraphe de son délégué. Selon Hugues-Jean de Dianous, ce traité ne fut pas reconnu par le gouvernement chinois malgré les pressions britanniques.
Selon Michael Harris Goodman, le Tibet conserva son indépendance, et les Britanniques, libérés des contraintes liés à la convention anglo-russe de 1907 après la fin du régime tsariste en Russie, purent entretenir des relations diplomatiques avec le gouvernement du dalaï-lama indépendamment de la Chine.
Le déclenchement des guerres mondiales et de la guerre civile chinoise provoqua chez les grandes puissances et la Chine une perte d'intérêt pour le Tibet, si bien que le 13e dalaï-lama put gouverner le pays sans aucune ingérence.

### Traité de Rongbbatsa (1918)
Le traité de Rongbatsa fixe en 1918 la frontière orientale entre la Chine, le Tibet et l'Inde. Cependant, de nombreux litiges et contestations frontalières continuent de surgir, conduisant à la guerre Sino-tibétaine (1930-1933) et la guerre Tibet-Qinghai (1932-1933).[réf. nécessaire]

## Les relations avec le gouvernement de Tchang Kaï-chek
D'après le site de l'Assemblée nationale populaire de la république populaire de Chine, les Tibétains envoyèrent des représentants à l'Assemblée nationale de la république de Chine de 1931 qui réaffirma l'appartenance du Tibet à la république de Chine. De même, des représentants tibétains siégèrent à l'Assemblée nationale de 1946, convoquée par le gouvernement national de Nankin.
Selon le gouvernement tibétain en exil, en fait, en 1931, Khenpo Kunchok Jungne a été nommé par le 13e dalaï-lama pour établir un bureau de liaison temporaire à Nankin, en Chine, et maintenir le contact avec le Gouvernement chinois. De la même manière, en 1946 une mission tibétaine a été envoyée à Delhi et à Nankin pour féliciter la Grande-Bretagne, les États-Unis et la Chine après la victoire des Alliés dans la Seconde Guerre mondiale. Ils n'avaient pas instruction ou autorité pour assister à l’Assemblée national chinoise. Abordant ce point devant le comité d’enquête juridique sur le Tibet de la Commission internationale de juristes le 29 août 1959, le 14e dalaï-lama a déclaré : « Ils (les délégués tibétains à Nanjing) n'ont pas participé de façon officielle à l'Assemblée. Quand la propagande est venue à la connaissance de notre Gouvernement, ils ont été instruits par le télégramme de ne pas y assister ».
Une « mission de condoléances » est envoyée à Lhassa par le gouvernement de Tchang Kaï-chek après la mort du 13e dalaï-lama et autorisée par la suite à rester et à ouvrir un « bureau ».

## La délégation commerciale de 1947-1949

### Déroulement du voyage et de la visite
En 1947, le ministère des affaires étrangères tibétain planifia la visite d’une délégation commerciale en Inde, en Chine, aux États-Unis et en Grande-Bretagne. Des démarches furent faites auprès de l'ambassade des États-Unis en Inde en vue de rencontrer le Président Truman et d’autres responsables américains pour des discussions commerciales. Cette demande fut envoyée à Washington, mais le Département d'État des États-Unis ne souhaitait rencontrer les Tibétains que de façon non officielle. La délégation comprenait 4 personnes, Tsepon W.D. Shakabpa, ministre des finances du Tibet, Padatsang, et deux autres Tibétains dont un moine.
Munis des premiers passeports tibétains, la délégation se rendit d'abord à New Delhi, où elle rencontra le Premier Ministre de l'Inde Nehru et le Mahatma Gandhi. La part la plus importante du commerce extérieur du Tibet passait en effet par l'Inde. Le gouvernement indien convertissait en roupies toutes les devises étrangères reçues, avant de payer le Tibet. Les Tibétains ne réussirent pas à convaincre l’Inde à changer cette pratique qui les privait de devises plus fortes. Un des buts de la délégation commerciale lors de cette première étape étaient d'obtenir de l'or ou d'autres ressources fortes pour renforcer la monnaie tibétaine.
Les Chinois exigeaient un passeport chinois pour entrer en Chine. De tels passeports furent délivrés aux membres de la délégation, lesquels pénétrèrent en Chine par Hong-Kong et passèrent 3 mois en Chine. Pour l’étape suivante du voyage aux États-Unis et en Grande-Bretagne, les Chinois déclarèrent qu'ils n’octroieraient des visas de sortie que sur les passeports chinois. Cependant, les Tibétains réussirent à obtenir d’un officier consulaire britannique à Nankin un visa britannique sur leurs passeports tibétains, et un autre d’un officier des États-Unis à Hong-Kong, passa outre aux efforts du ministère des affaires étrangères des États-Unis et du ministère des Affaires étrangères britannique refusant l'usage de passeports tibétains, une petite victoire pour les Tibétains.
Arrivée à San Francisco en juillet 1948, la délégation rencontra le Consul britannique. Les Tibétains se rendirent en train à Washington où ils furent reçus par le ministre des Affaires étrangères, George Marshall, en dépit des fortes objections des Chinois et de l’assurance des États-Unis qu’ils reconnaissaient la souveraineté de jure de la Chine sur Tibet. Des notes lors de négociations du Secrétariat d'État avec les Chinois précisaient que ces derniers n'exerçaient pas de contrôle de facto sur le Tibet et rappelaient le principe américain usuel favorable à l'autodétermination, mais elles ne comportaient pas de déclaration plus formelle concernant la souveraineté tibétaine.
La délégation tibétaine demanda l'aide des États-Unis pour convaincre l'Inde d’autoriser l’achat de devises fortes et la permission d'acheter de l'or aux États-Unis pour renforcer la monnaie tibétaine. Les Tibétains ne reçurent aucune aide concernant leur problème avec l'Inde mais furent autorisés à acheter 50 000 onces d'or.
Il n'y eut pas de rencontre avec le Président Truman, et la délégation se rendit ensuite à New York où ses membres furent salués par leur ancien ami Ilia Tolstoï, qui leur fit visiter la ville. Ils rencontrèrent également Lowell Thomas qui souhaitait visiter le Tibet, Dwight Eisenhower, alors président de l'université Columbia, et d'autres personnalités telles que le prince Pierre de Grèce qui manifestait un intérêt pour le Tibet.
En novembre, la délégation s'embarqua pour la Grande-Bretagne où elle passa 3 semaines mais fut fraîchement reçue. De retour en Inde, les membres de la délégation purent libérer des devises pour l'achat d'or et, ajoutant de l'argent de leur fonds propres, ils achetèrent pour 425 800 $ US d'or qui fut transporté au Tibet à dos d’animal.
Le fait que la délégation fut reçue plus chaleureusement aux États-Unis qu'en Grande-Bretagne, avec qui le Tibet avait une relation établie de longue date, prépara la voie d’un renforcement de la relation avec les États-Unis quand les Tibétains furent confrontés aux efforts des Chinois pour réaffirmer un contrôle efficace sur le Tibet.
De cette délégation commerciale, Li Hua écrit qu'« il s'agissait en fait de séparatistes tibétains qui cherchaient l'appui des États-Unis, et la délégation était conduite par le séparatiste Tsepon Shakapa et ministre des finances du Kashag » et que « pour dissiper les doutes du Gouvernement chinois, la délégation fut reçue au Ministère du commerce et non au Ministère des affaires étrangères ».
Selon Robert W. Ford, la mission commerciale fut un échec total pour le Tibet, n'ayant pas réussi à procurer à ce dernier une aide économique et politique. Toutefois, Padatsang et quelques autres participants avaient fait de bonnes affaires. La mission avait été baptisée « mission commerciale » pour ne pas irriter les Chinois et elle était arrivée à Washington sans être annoncée. L'ambassade chinoise (alors du Kuomintang) avait immédiatement protesté contre l'entrée aux États-Unis de « sujets chinois munis de faux passeports ». Ford est d'avis que la mission avait échoué parce que ses membres étaient trop timorés pour ouvrir des relations internationales de leur propre initiative. Il cite aussi les raisons avancées par Lhalu Tsewang Dorje : aucun des membres n'était capable de parler anglais convenablement et ne savait rien du monde extérieur. Lhalu propose alors à Ford de l'accompagner pour une seconde mission.

### La question du passeport tibétain

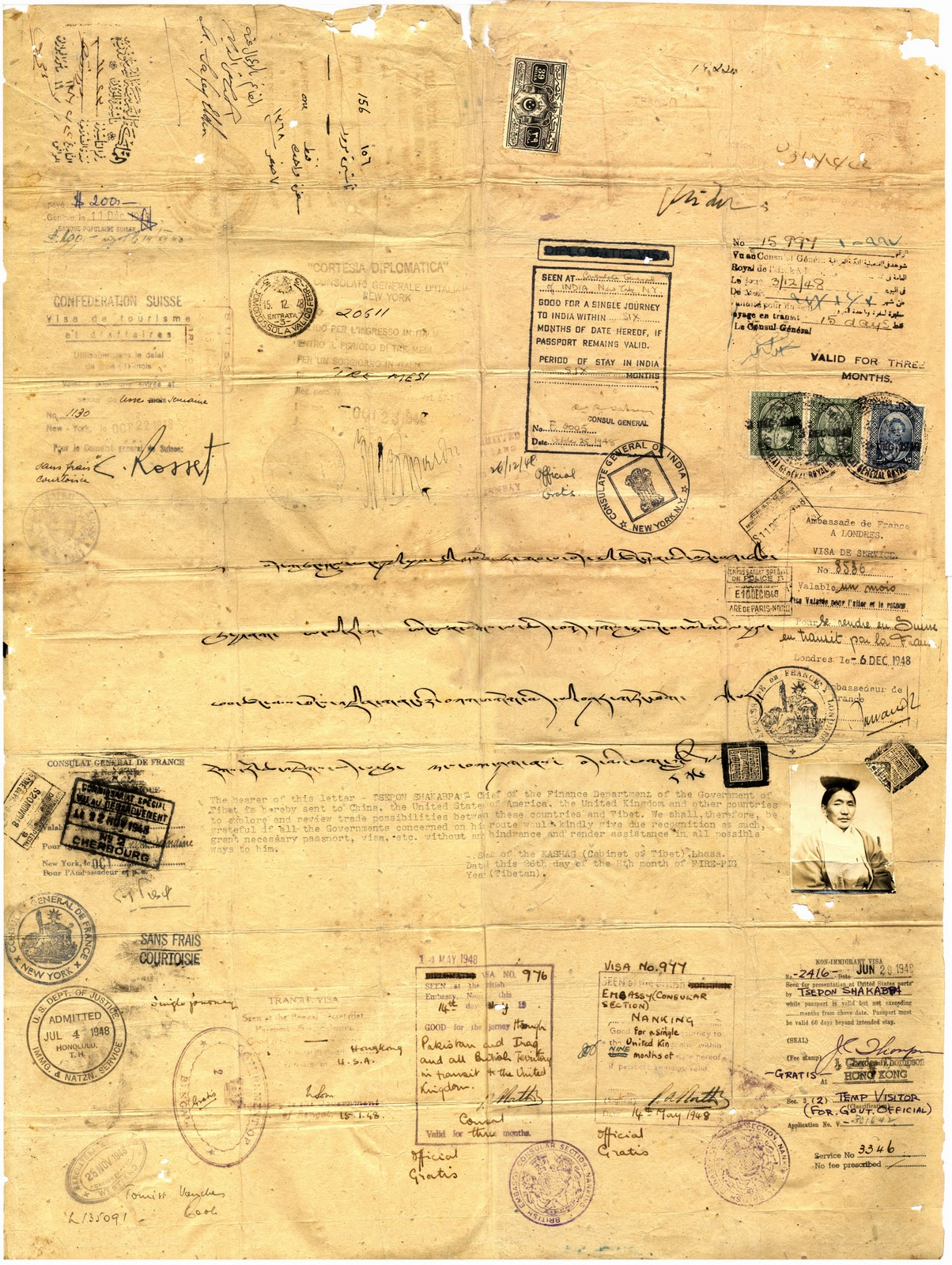
Le passeport.

En 2003, le passeport tibétain de Tsepon Shakabpa fut retrouvé au Népal. Délivré par le Kashag (cabinet du gouvernement tibétain) à son ministre des finances Tsepon Shakabpa en voyage à l'étranger, le passeport, similaire au message des officiers nominaux qui distribuent les passeports aujourd'hui, est muni d'une photographie et stipule dans un texte bilingue tibétain - anglais (le passeport ne comporte aucune inscription en chinois) que "le possesseur de cette lettre - Tsepon Shakabpa, Chef du Département des Finances du Gouvernement du Tibet, est envoyé en Chine, aux États-Unis d'Amérique, au Royaume-Uni et dans d'autres pays pour explorer et réviser les possibilités commerciales entre ces pays et le Tibet",,. Le passeport, établi à Lhassa par le Kashag (le Conseil des ministres), est daté du 26e jour du 8e mois de l'année du Cochon de Feu selon le calendrier tibétain (10 octobre 1947 dans le calendrier gégorien).
Le passeport a reçu les visas de nombreux pays et territoires, dont l'Inde, les États-Unis, le Royaume-Uni, la France, l'Italie, la Suisse, le Pakistan, l'Irak, Hong Kong, mais pas de la Chine. Certains visas révèlent un statut officiel, comportant les mentions "visa diplomatique", "courtoisie diplomatique", "visa de service", "officiel gratuit", ainsi que "pour officier du gouvernement".
Selon Tenzin Tsundue, secrétaire général de Friends of Tibet (India), une association solidaire des Tibétains en exil, ce passeport démontre que le Tibet était indépendant en 1948. Pour la famille Shakabpa, ce passeport publié en 1967 dans le livre de Tsepon W. D. Shakabpa, Tibet: A Political History, est un élément de plus prouvant l'indépendance du Tibet. Selon Thupten Samphel, un porte-parole du dalaï-lama, « cela indique que les endroits qu'il a visité ont reconnu le passeport délivré par le gouvernement tibétain ».
Barry Sautman, professeur associé de l'université de science et de technologie de Hong Kong, déclare pour sa part que les passeports d'un État non reconnu n'ont pas de valeur aux yeux des États reconnus et que l'apposition d'un visa ne saurait impliquer reconnaissance. Il cite à cet égard un texte sur la politique en matière de visa dans l'Union européenne : « en règle générale on n'appose pas de visa sur un passeport non reconnu ou, si on le fait, il est expressément stipulé que cet acte n'implique pas de reconnaissance de la part de l'autorité délivrante ».

## Les relations des États-Unis et de l'Angleterre avec le Tibet

### 1941-1949

#### Contacts entre les États-Unis et le gouvernement tibétain
Selon différents auteurs, dont le site de le Mouvement international pour l'indépendance du Tibet, des représentants de Franklin D. Roosevelt discutèrent avec le Bureau des Affaires étrangères du Tibet pendant la seconde guerre mondiale,.
C'est en 1942 que le Gouvernement américain établit les premiers contacts avec le gouvernement tibétain. Pour approvisionner les troupes chinoises, les Américains décidèrent de construire une route reliant l'Inde au Tibet.
Le général Joseph Stilwell se rendit en Inde après l'invasion de la Birmanie par le Japon en janvier 1942. Confronté au défi du maintien de l'approvisionnement des forces nationalistes de Chiang Kai-chek, il conclut que les Douglas DC3 volant au dessus de la « bosse birmane » ne pourraient apporter suffisamment fréquemment et rapidement les munitions et l'équipement nécessaires. De plus, la route au dessus de l'Himalaya n'était pas sûre en raison de la météorologie. Une route terrestre était essentielle et le Tibet au centre de l'équation. Stiwell ne savait pas qu'il allait se trouver intriquer à « l'une des énigmes diplomatiques les plus complexes du XXe siècle ». La tension était déjà forte entre la Chine et le Tibet concernant les termes et conditions de l'accès routier lorsque Stilwell a présenté sa proposition. Les nationalistes chinois ont demandé aux Tibétains de laisser transiter par le Tibet du matériel militaire et d'autres biens à destination de la Chine. Ne voulant sous aucun prétexte une présence chinoise sur le territoire tibétain, les Tibétains ont refusé. Ils craignaient que, si l'arrangement tournait mal, l'armée chinoise, son « nouvel » équipement et ses hommes puissent faire des routes tibétaines un domicile permanent. L'impasse menaçant d'invoquer un différend plus large, les Chinois ont demandé l'aide des États-Unis et de la Grande-Bretagne pour persuader Lhassa. Le 3 juillet 1942, le secrétaire d’État américain Cordell Hull, craignant que les Chinois ne se livrent à une action militaire, demanda à l'ambassadeur américain à Pékin, Clarence E. Gauss, de mener une enquête « discrète » sur la situation.
Franklin Roosevelt et l'Office of Strategic Services (OSS) envoyèrent deux agents secrets, Ilia Tolstoï (petit-fils de Léon Tolstoï) et Brooke Dolan II, pour enquêter sur place. Pour accéder au Tibet, ils demandèrent des visas à la Chine via le ministère chinois des Affaires étrangères qui essuya un refus de Lhassa. Ce fut finalement le bureau des affaires coloniales britanniques qui permit aux deux agents de se rendre à Lhassa. Ces deux envoyés de Franklin Roosevelt remirent une lettre et des cadeaux au dalaï-lama au cours d'une audience sans aucun échange verbal comme l'exigeait la tradition. Il discutèrent avec le ministre des Affaires étrangères du Tibet, Surkhang Dzasa,. Selon la Commission internationale de juristes citant le FRUS, ayant reçu des assurances que ni la Chine ni la Grande-Bretagne n'exercerait de juridiction au Tibet par l'intermédiaire des ayants droit à la libre circulation, Lhassa autorisa finalement l'ouverture temporaire de cette voie de communication. Finalement, les agents conclurent à l'impossibilité de construire une route à cette époque. Des relations commerciales furent établies pour permettre des importations de laine américaine au Tibet, et des équipements radios furent livrés aux Tibétains. 
- Pour certains, le refus dans un premier temps par le Tibet de la construction d'une route reliant l'Inde au Tibet, représente une marque de la reconnaissance de l'indépendance tibétaine par les États-Unis et la Chine[citation nécessaire][77]
- Pour d'autres[Qui ?], le Gouvernement américain n'a pas reconnu officiellement l'indépendance du Tibet[réf. nécessaire]. Le président Roosevelt appelait le dalaï-lama, dans sa lettre adressée à ce dernier, chef suprême du lamaïsme et non chef suprême du Tibet[citation nécessaire][80]. Il est cependant à présent avéré que cette lettre fut écrite par Cordell Hull, le ministre des Affaires étrangères, qui la transmit au président avec une note également datée du 3 juillet 1942, laquelle suggérait d’adresser la lettre au dalaï-lama en sa qualité de chef religieux plutôt que celle de chef temporel du Tibet pour éviter d’offenser le gouvernement chinois qui incluait le Tibet dans le territoire de la république de Chine. Les implications de la missive furent comprises par le gouvernement du Tibet comme le démontre la réponse du dalaï-lama à la Maison-Blanche précisant que le Tibet « tient pour très précieuses la liberté et l’indépendance dont il jouit depuis des temps immémoriaux ». Une note adressée par le ministre des Affaires étrangères américain à l’ambassadeur américain à Choungking, l’informait du refus tibétain d’autoriser l’approvisionnement en Chine en précisant que le gouvernement britannique était prêt à sanctionner le Tibet économiquement mais qu’il pensait que la réticence tibétaine provenait d’une crainte d’une invasion chinoise, il demanda à son ambassadeur de suggérer aux Chinois de déclarer publiquement qu’ils respecteraient l’autonomie du Tibet[32].

#### Position officielle du gouvernement américain
En 1942, le ministre des Affaires étrangères notifia officiellement le gouvernement de la république de Chine, siégeant dans la capitale en temps de guerre de Chungking (Chongqing), qu'il n'avait jamais eu le moindre doute concernant la revendication de souveraineté chinoise sur le Tibet[réf. à confirmer].
En 1995, le ministre des affaires étrangères des États-Unis réitéra cette position pendant l'audience devant le Comité des relations étrangères du Sénat : 
« Les États-Unis considèrent la Région autonome du Tibet (ou TAR) (ci-après désignée sous le nom de « Tibet ») comme partie intégrante de la république populaire de Chine. Cette politique, établie de longue date, est conforme à la position de la communauté internationale tout entière, y compris tous les voisins de la Chine : aucun pays ne reconnaît le Tibet comme État souverain. En outre, l'acceptation par les E.-U. de la revendication de souveraineté de la Chine sur le Tibet est antérieure à l'établissement de la république populaire de Chine. En 1942, nous avons dit au gouvernement chinois nationaliste siégeant alors à Chongqing (Chungking) que nous n'avions à aucun moment mis en doute les revendications chinoises sur le Tibet. Comme nous ne reconnaissons pas le Tibet en tant qu'État indépendant, nous n'entretenons pas de relations diplomatiques avec les représentants des Tibétains en exil. Cependant, les États-Unis exhortent la Chine à respecter les traditions religieux, linguistiques et culturels particulières du Tibet, ainsi que les droits de l’homme des Tibétains. De plus, les États-Unis continuent à encourager la Chine et le dalaï-lama à conduire des discussions sérieuses visant à la résolution de différends dans un avenir proche, sans préconditions, et selon un ordre du jour déterminé. Nous avons affirmé régulièrement que la question du statut du Tibet devrait être résolue par le dialogue et des négociations entre les Tibétains et les Chinois ».
Pour autant, le mémorandum adressé le 3 juillet 1942 par le ministre des Affaires étrangères américain Cordell Hull à l’ambassadeur américain, Horace James Seymour, à Choungking lui demandait de « suggérer au gouvernement chinois de faire une promesse d’intention formelle et publique de respecter l’autonomie du Tibet et de s’abstenir de toute ingérence dans l’administration interne du Tibet ». « A titre d’information, continait Hull, ajoutons que le télégramme fait à deux endroits référence à l’ « indépendance » du Tibet, et à un autre endroit l’ « autonomie » du Tibet. » Michael H. Goodman en déduit que Cordell Hull était conscient de l’indépendance de facto du Tibet.

#### Position officielle du gouvernement britannique
Pour ce qui est des responsables Britanniques, le ministre des affaires étrangères, Anthony Eden, remit au gouvernement chinois une note où le Tibet est décrit comme « État autonome sous la suzeraineté de Chine » et qui « jouit d'une indépendance de fait ». Au même moment, l'ambassade britannique de Washington déclara au ministère américain des affaires étrangères que « le Tibet était un pays séparé dans la jouissance pleine d'autonomie locale, autorisé à échanger des représentants diplomatiques avec les autres pouvoirs. »[réf. incomplète]. Bien que Londres ait demandé à maintes reprises aux États-Unis leur assistance, le ministre américain des affaires étrangères réfuta les affirmations de Londres : « Pour sa part, le Gouvernement des États-Unis n'a pas oublié le fait que le Gouvernement chinois a longtemps revendiqué la suzeraineté sur le Tibet et que la constitution chinoise énumère le Tibet parmi les secteurs constituant le territoire de la république de Chine. Ce gouvernement n'a jamais émis de doute en ce qui concerne ces revendications. »
Selon l'écrivain et journaliste Claude Arpi, directeur du pavillon tibétain d'Auroville, l'appel du Tibet aux Nations unies envoyé le 7 novembre 1950 par le gouvernement du Tibet à la suite de l'invasion du Tibet par la Chine amena l'Angleterre à préciser son analyse du statut du Tibet. Les Nations unies devenant une institution internationale, les définitions coloniales préexistantes devaient être réévaluées, et l'Angleterre ne pouvait plus conserver l'indétermination sur le statut du Tibet, entre indépendance et suzeraineté. Après consultation des experts légaux de la Grande-Bretagne, le Tibet fut considéré comme un pays distinct. Ils se sont basés sur la convention de Simla conclu avec la Chine et le Tibet, et sur le fait que les Chinois avaient été expulsés en 1911, et que le Tibet avait déclaré son indépendance en 1912. Le Tibet était qualifié avec certitude comme un État séparé selon l'article 35 de la Charte des Nations unies du fait de sa conservation du plein contrôle de ses affaires intérieures et extérieures de 1911 à 1950,.

#### La Guerre Froide, une nouvelle donne
Selon Li Hua, vers la fin des années 1950, en raison de l'avancée communiste en Chine, Washington comptait faire du bouddhisme tibétain, idéologie anticommuniste en Asie méridionale et centrale, une barrière permettant d'endiguer le développement du communisme en Asie.
En 1948, le Kashag envoya une délégation tibétaine conduite par Tsepon W.D. Shakabpa, ministre des finances du Tibet, notamment aux États-Unis sous couvert des négociations commerciales,. Durant le voyage aux États-Unis, la délégation rencontra le ministre des affaires étrangères George Marshall (1880-1959),et des représentants du commerce américain. Peu de temps après, un nouvel ambassadeur américain fut nommé en Inde, Loy Henderson, qui était chargé de renforcer les liens entre les États-Unis et le Kashag. Une note de l'ambassadeur fut envoyée le 5 janvier 1949 au ministère des affaires étrangères, note qui suggérait que les États-Unis reconnaisse officiellement, et non plus implicitement, l'indépendance du Tibet en raison de la victoire probable des communistes chinois. Washington décida alors de livrer des armes à la résistance tibétaine pour éviter que les communistes ne s'emparent du Tibet[citation nécessaire]. Plus exactement, aux débuts de la guerre froide des années 1950, la CIA aida la guerilla tibétaine afin de contrer le pouvoir communiste chinois.
Pensant que toute tentative ouverte d'armer les Tibétains aurait conduit à une intervention de l'armée chinoise au Tibet, le Ministère des affaires étrangères américain, en 1949, envoya à Lhassa, depuis le Sinkiang où il était posté pour surveiller les essais nucléaires soviétiques, un officier de la CIA, Douglas Mackiernan, en mission secrète auprès du dalaï-lama. Mais Mackiernan fut tué par des garde-frontière tibétains qui avaient l'ordre d'abattre tout étranger dans cette période tendue. Le compagnon de Mackierman, Frank Bessac, reprit la mission à son compte, rencontra le dalaï-lama et s’adressa à l’Assemblée tibétaine pour qu’elle demande à son pays une aide militaire clandestine. Il quitta Lhassa la demande en poche, la transmettant sous forme codée au ministère des affaires étrangères. Les Chinois, conscients que Mackierman et Bessac étaient des agents secrets et craignant que cette mission ne traduise la volonté des États-Unis d'apporter une aide militaire aux Tibétains, précipitèrent leur attaque, pour couper court à des « complots impérialistes ». Les États-Unis avaient effectivement commencé, quelques semaines avant l'assaut d'octobre 1950, d'aéroporter de l'équipement à l'armée tibétaine,.
Le Département d'État aurait chargé l'ambassadeur américain en Inde, Loy Henderson, de mettre au courant le dalaï-lama de la position des États-Unis sur le Tibet. En 1951, pour que le dalaï-Lama puisse quitter le Tibet en sécurité, l'ambassade américaine en Inde aurait demandé au représentant du Royaume-Uni de faire pression avec lui sur le gouvernement indien, pour que celui-ci prenne l'initiative d'inviter le dalaï-Lama. L'ambassade américaine en Inde aurait même élaboré un plan pour accompagner le départ du dalaï-Lama[Interprétation personnelle ?]:
1. Sélectionner une petite équipe d'hommes de confiance de son entourage pour accompagner le dalaï-Lama. Il vaut mieux partir dans la nuit, pour éviter que le dalaï-Lama ne soit persuadé par des représentants de grands monastères et des institutions de Lhassa de retourner à Lhassa[98].
2. Confier à XX (les noms ont été supprimés, lorsque les dossiers ont été rendus publics) la tâche d'accompagner le dalaï-lama secrètement en Inde[98].
3. Si les deux plans susmentionnés sont impraticables, que le dalaï-lama envoie à XX (les noms ont été supprimés dans le dossier) une lettre confiée aux intermédiaires du nom de Heinrich Harrer et de Patterson[99], pour leur indiquer le lieu exact à Yadong où des personnes déguisées attendront le Dalaï-Lama pour l'accompagner en Inde[98].

Le gouvernement américain aurait conseillé au Dalaï-lama de trouver exil en Inde ou au Sri Lanka, car cela aurait pu contribuer à sa cause. Il aurait été proposé au dalaï-lama également de s'exiler aux États-Unis avec les membres de sa famille et son entourage. Les États-Unis auraient proposé d'entretenir des relations informelles avec le Tibet et d'exercer une influence sur le Royaume-Uni, la France, l'Inde notamment afin de promouvoir l'indépendance du Tibet. Enfin, Gyalo Thondup, frère aîné du dalaï-lama, pourrait trouver refuge aux États-Unis[citation nécessaire].
Le Gouvernement américain aurait fait clairement comprendre au dalaï-lama que l'assistance qu'il apporterait aux Tibétains serait utile uniquement « si les Tibétains s'efforcent de résister résolument»[citation nécessaire].

### 1952-1959
Alors qu'en mai 1951, des représentants du Dalaï-lama avaient signé un accord en 17 points, le dalaï-lama reçoit un message du Gouvernement américain lui proposant de fuir son pays, de rejeter l'« accord en 17 points » et d'organiser une résistance en exil,.
En 1952, Gyalo Dhondup, un des frères aînés du dalaï-lama, fuit en Inde. En 1953, la CIA entra secrètement en contact avec lui à Darjeeling. Tandis que l'opposition d'une partie de la population tibétaine à la Chine grandissait, la CIA exfiltra d'Asie des insurgés tibétains, les entraînant aux États-Unis pour les parachuter au Tibet avec une radio, un peu d'argent et des armes. Selon Thomas Laird, le dalaï-lama n'apprit ces liens avec la CIA que plus tard, car il aurait été en danger en les connaissant, et s'y serait opposé. Il était en effet persuadé que seul le dialogue avec les Chinois pouvait sauver son peuple ; selon lui, toute tentative de résister à la Chine par les armes ne pouvait conduire qu'à l'échec, sans espoir de victoire
En juillet 1952, le Dalaï-Lama aurait accepté, sur suggestion du Gouvernement américain, l'idée de trouver refuge en Inde[citation nécessaire]. Le Gouvernement indien l'aurait invité sous la pression des États-Unis et du Royaume-Uni[citation nécessaire]. Ce serait l'ambassade américaine en Inde qui aurait élaboré le plan du départ du Dalaï-lama[réf. nécessaire].
Selon Claude Arpi, le 14e dalaï-lama et le 10e panchen lama se rendirent en pèlerinage en Inde en 1956, à l'invitation du Premier ministre de l'Inde, Jawaharlal Nehru, à l'occasion du 2500e anniversaire de la naissance de Bouddha, le Bouddha Jayanti. La possibilité que le dalaï-lama reste en Inde fut abordée lors de rencontres entre Zhou Enlai et Jawaharlal Nehru. Selon le gouvernement du Tibet en exil, lors des réunions avec Nehru et Zhou Enlai à Delhi, le dalai-lama exprima sa profonde préoccupation au sujet de la situation explosive dans sa patrie et admit qu'il s'interrogeait sur la recherche de l'asile politique en Inde. Nehru en dissuada le dalai-lama. Pour persuader le dalaï-lama de retourner au Tibet, le Gouvernement chinois annonça que « les réformes socialistes et démocratiques » seraient ajournées au Tibet pour un moment. Il déclara aussi que plusieurs cadres civils chinois seraient retirés, et que le département du Comité préparatoire pour la Région Autonome de Tibet serait réduit de moitié. Ceci s'avéra une fausse promesse[citation nécessaire]. Le dalaï-lama et le panchen lama retournèrent ensuite au Tibet après cette visite.
Par ailleurs, le dalaï-lama démentit l'implication des Américains dans la décision de sa fuite : « En 1959, un guérillero qui avait été formé par la CIA m'a déclaré que toute ma fuite avait été planifiée par la CIA. J'étais vraiment choqué ! Je savais bien que des guérilleros khampas avaient fait un travail de nettoyage dans le sud du Tibet, ce qui contribua à rendre ma fuite possible. Mais c'est tout: c'est nous et non la CIA qui avons pris la décision de nous échapper ».
Selon le 14e dalaï-lama, les États-Unis étaient moins désireux d'aider les Tibétains que de mener une opération de guerre froide pour atteindre les communistes dont ils évitaient ainsi de reconnaître la victoire. Les États-Unis s'intéressaient davantage aux renseignements apportés par les Tibétains qu’à leur cause. Les États-Unis n'ont donc pas soutenu le Tibet au nom de principes moraux, ni par sympathie, mais en raison d'une politique anticommuniste au niveau mondial. Le dalaï-lama, s'il fut en effet contacté par lettre en 1951 par son frère Takster Rinpoché lui demandant de le rejoindre en Inde, choisit délibérément de rester au Tibet et de ne pas pactiser avec les Américains afin d'éviter une guerre.[réf. nécessaire]
À ce que souligne Michael H. Goodman, la CIA n'apporta qu'une piètre assistance au Tibet à la fin des années 1950, et vers l'époque du rétablissement des relations sino-américaines, la Maison-Blanche interdit au Service d'information des États-Unis la diffusion d'un reportage de 30 minutes (L'homme qui venait d'un pays oublié) sur la fuite du dalaï-lama et l'intervention militaire chinoise, et les Tibétains n'obtinrent le statut de réfugiés que très tardivement aux États-Unis. Michael H. Goodman rapporte qu'en janvier 1958, un chef des résistants, Gompo Tashi, avait organisé une rencontre entre 2 Khampas parachutés par la CIA dans le sud du Tibet, et Phala, le chambellan du dalaï-lama, rencontre où les résistants demandèrent l'aide du gouvernement tibétain. Phala expliqua que cela était hors de question, car le Khashag était divisé sur l'action appropriée à suivre, et en raison de la certitude qu'un ou plusieurs membres du Khashag rapporteraient cette demande aux autorités chinoises. De plus, le dalaï-lama restait très opposé à une résistance armée contre l'occupation militaire chinoise. Gompo Tashi rapporta la réponse négative à la CIA et demanda si la résistance tibétaine pouvait recevoir l'aide américaine. La CIA fit savoir à Gompo Tashi que l'aide ne serait accordée que si le gouvernement tibétain en faisait directement la demande.
Les chefs de la CIA ayant compris qu'aucune demande du gouvernement tibétain ne leur parviendrait, c'est aux alentours de février 1959 qu'ils décidèrent de réaliser une première livraison d'armes au Tibet, qui devait s'avérer aussi la dernière.
En accord avec Shakagpa, un ministre du Kashag, les Américains livrèrent au Tibet des armes qui auraient été stockées au Sikkim et au Népal.
En 1955, l'alpiniste britannique Sydney Wignall, chargé par le renseignement indien d'une mission d'espionnage des mouvements de l'armée chinoise au Tibet, y pénétra illégalement en se faisant passer, ainsi que son compagnon, John Harrop, pour alpinistes. Capturés le 22 octobre 1955, au lendemain de leur entrée au Tibet, Wignall, Harrop et l'agent népalais qui les accompagnait, furent libérés le 10 décembre à la frontière népalaise, à un col de haute montagne. Les Chinois, pensaient-ils, n'avaient pas l'intention qu'ils survivent,.
En 1954, par l'intermédiaire de la CIA, Washington décida de faire appliquer le plan NSC5412, un plan visant à soutenir les forces anticommunistes. La CIA est dès lors chargée de diriger les actions de renseignement et d'espionnage destinées à contrer l'avancée du communisme dans le monde.
Entre 1954 et 1955, la CIA aida Shakapa à créer le quartier général du Congrès national du Tibet à Kalimpong[réf. nécessaire], afin de diriger les activités de rébellion au Tibet.
Selon John Prados, au printemps 1955, une filiale de la CIA commença à recruter des soldats tibétains et à assurer leur entraînement et équipement à Taïwan, sur les îles d'Okinawa au Japon, et les îles de Guam. Ces soldats tibétains furent ensuite envoyés au Tibet pour servir d'agents provocateurs. En été de la même année, la CIA chargea un spécialiste de la guérilla, répondant au nom d'Anthony Poshpenny (Tony Poe), de partir au Tibet organiser des attaques menées par les séparatistes tibétains contre des soldats chinois.
Entre 1957 et 1961, 8 groupes de guérilleros furent parachutés au Tibet, avec des armes. Cependant, la plupart de ces combattants, même ceux entrés en contact avec des Tibétains, furent éliminés ou se suicidèrent à l'aide d'une capsule de cyanure de la CIA. Ces guérilleros ne connurent pas de victoire, mais réussirent à convaincre les Chinois que les rebelles étaient dirigés par les États-Unis.[réf. nécessaire]
En 1959, la rébellion prit de l'ampleur. Le 17 mars, le Kashag (cabinet des ministres) et le Tsongdu (Assemblée nationale) rejetèrent ouvertement l'accord des 17 points. Les rumeurs d'un bombardement se précisant, L'oracle d'État du Tibet conseille finalement au dalaï-lama de s'enfuir vers l'Inde.
De 1957 à 1961, des guérilleros tibétains reçurent de la CIA un entraînement militaire dans les montagnes du Colorado aux États-Unis,. De retour en Asie, ils franchirent à plusieurs reprises la frontière séparant la Chine de l'Inde et attaquèrent des bases chinoises.
Selon Mary Craig, à la fin des années 1960, la CIA « lâcha » le Tibet, proposant un programme d’assistance supplétif sur trois ans. En 1970, quand les Américains cessèrent toute aide, Gyalo Dhondup écœuré s'est retiré à Hong Kong et les Tibétains ne devaient plus le voir pendant près de 10 ans.
En 1972, la rencontre entre Richard Nixon et Mao Zedong et le rétablissement des relations sino-américaines mirent fin à l'opération de la CIA au Tibet.

### Discussions du ministère américain des affaires étrangères avec l'État-major général des armées
Le memorandum des discussions d'une réunion du 8 mai 1959 sur le Tibet et la réponse américaine à la rébellion au Tibet entre le ministère américain des affaires étrangères et de l'État-major général des armées mentionnerait le statut du Tibet et reconnaîtrait, après avoir découvert que ni traité, ni accord d'indépendance ou d'autonomie du Tibet n'avait été signé par celui-ci dans les siècles passés, que le « Gouvernement Central de Chine exerce la suzeraineté sur le Tibet ».

### L'accord sur le commerce et les relations entre le Tibet chinois et l'Inde (1954)
Le 1er avril 1950, l'Inde reconnut officiellement la république populaire de Chine. Cependant, l’Inde conserve quelques années une mission à Lhassa et des relations diplomatiques indépendantes avec la capitale tibétaine. En 1954, les deux pays conclurent un « accord sur le commerce et les relations entre le Tibet chinois et l'Inde » (Agreement on Trade and Intercourse Between the Tibet Region of China and India, ou l’accord de Panchsheel du nom des cinq principes de la coexistence pacifique formulés pour la première fois), professant respect mutuel pour leur intégrité territoriale et souveraineté respectives. Par ce document, l'Inde reconnaissait la souveraineté de la Chine sur le Tibet[source insuffisante].

### Rumeurs de parachutages soviétiques à la fin des années 1960
Selon Alexandre Igniatievitch Andreïev, Des rumeurs ont couru selon lesquelles, à la fin des années 1960, l'URSS, en froid avec la Chine, aurait parachuté des armes à la guérilla indépendantiste. Cependant, aucun document n'est venu corroborer l'existence de ces parachutages.

## Position du Congrès américain
Le Congrès des États-Unis, le parlement bicaméral du gouvernement fédéral, a cependant adopté plusieurs résolutions sur la question du Tibet, et Maria Otero a été nommée coordinateur spécial pour le Tibet en octobre 2009, une fonction existant depuis le 30 octobre 1997 et inscrite en 2002 dans le Tibetan Policy Act,,,,. Maria Otero, sous-secrétaire d'État pour la démocratie et les affaires générales a été nommée à cette fonction le 1er octobre 2009 par Hillary Rodham Clinton. Cette nomination de coordinatrice spéciale du gouvernement américain sur le Tibet confère à Maria Otero la responsabilité du dossier tibétain auprès du gouvernement américain.

## La Grande-Bretagne révise sa position sur le Tibet
Jusqu'au 29 octobre 2008, le gouvernement britannique s'en tenait à la position que la Chine exerçait une suzeraineté sur le Tibet et non une pleine souveraineté. La Grande-Bretagne restait le seul pays à adhérer à la position d'une entité autonome sous protectorat chinois. Désormais, elle s'aligne sur les autres pays et reconnaît que le Tibet fait partie intégrante de la république populaire de Chine.
Une « communication écrite ministérielle sur le Tibet » publiée sur le site du ministère britannique des Affaires étrangères, entérine ce revirement, qualifiant l'ancienne position d'anachronique et de legs de l'époque coloniale : 
« Notre aptitude à faire passer notre point de vue a été obscurcie par la position prise par le Royaume-Uni au début du XXe siècle sur le statut du Tibet, position fondée sur les données géo-politiques de l'époque. Notre reconnaissance de la "position spéciale" de la Chine au Tibet s'est élaborée autour du concept dépassé de suzeraineté. Certains se sont emparés de cela pour jeter le doute sur les buts que nous poursuivons et pour prétendre que nous refusons la souverainété chinoise sur une vaste partie de son territoire. Nous avons fait entendre clairement au gouvernement chinois, et publiquement, que nous ne soutenons pas l'indépendance tibétaine. Comme tous les autres États membres de l'Union européenne, ainsi que les États-Unis, nous considérons le Tibet comme faisant partie intégrante de la république populaire de Chine. Notre intérêt réside dans la stabilité à long terme, laquelle ne peut être obtenue que par le respect des droits de l'homme et une plus grande autonomie pour les Tibétains ».
David Miliband, le ministre britannique des affaires étrangères, a même présenté ses excuses pour le fait que son pays n'ait pas fait cette démarche plus tôt.
Selon Danielle Bleitrach, communiste, la reconnaissance de l'autonomie du Tibet par la Grande-Bretagne était restée, trois décennies durant, la base juridique légale, quoique jamais mentionnée, des discussions entre le dalaï-lama et Pékin, au cours desquelles celui-ci réclamait seulement l'autonomie et non l'indépendance, position que la conférence des exilés tibétains en Inde a réaffirmée le 22 novembre 2008. Désormais, il n'y a plus aucune base légale internationale à s'immiscer dans les affaires intérieures chinoises.

## La France réitère son soutien à l'intégrité territoriale de la Chine
Selon China Daily en 2009, après que le premier ministre chinois Wen Jiabao eut demandé à la France de clarifier sa position sur le Tibet, le porte-parole du Ministère français des affaires étrangères, Eric Chevallier, a déclaré que la position de la France était inchangée et que celle-ci rejetait le séparatisme et l'indépendance tibétaine.

## Position de l'ONU sur la question tibétaine
Ainsi que le signale Martine Bulard, journaliste au Monde diplomatique, chargée de l’Asie, le Tibet n'a jamais été répertorié par les Nations unies comme « pays à décoloniser », que ce soit avant ou après 1971, date de l'entrée de la Chine populaire au sein de cette organisation internationale, et aucun pays n'a reconnu à ce jour le gouvernement tibétain en exil.
Dans la liste des pays et territoires à décoloniser publiée en 2008 par l'ONU, le Tibet n'est pas mentionné, et la Chine n'est pas citée au nombre des « puissances administrantes ».
Cependant, dans les résolutions de l'ONU datant de 1961 et 1965, le droit du peuple tibétain à l'autodétermination est reconnu, et dans un document provenant d'ONG[Laquelle ?] ayant un statut consultatif et annexé au rapport du secrétaire général de l'ONU intitulé Situation au Tibet (rapport ayant fait suite à la Résolution de 1991), les Tibétains sont décrits comme un peuple sous domination coloniale. À ce jour, le droit du peuple tibétain à l'autodétermination n'a pu s'exprimer.
Depuis les résolutions 1353, 1723 et 2079, aucune résolution majeure concernant les affaires tibétaines n'a été adoptée par les Nations unies.

### Sources
- Géopolitique des États-Unis, Ouvrage collectif, Géopolitique des États-Unis, culture, intérêt, stratégies, dir. Aymeric Chauprade de la Sorbonne, Ellipses, 2005
- Allen, Charles (2004). Duel in the Snows: The True Story of the Younghusband Mission to Lhasa. London: John Murray, 2004.  (ISBN 0-7195-5427-6)
- Bell, Charles (1924). Tibet: Past & Present. Oxford: Clarendon Press.
- Carrington, Michael. 'Officers Gentlemen and Thieves: The Looting of Monasteries during the 1903/4 Younghusband Mission to Tibet' Modern Asian Studies, 37, 1, (2003) pp. 81–109. (Cambridge University Press).
- Knaus, John Kenneth. Orphans of the Cold War: America and the Tibetan Struggle for Survival, Perseus, 1999, hardcover, 398 pages,  (ISBN 1-891620-18-5); trade paperback, Perseus, 2000,  (ISBN 1-891620-85-1).
- McKay, Alex. Tibet and the British Raj: The Frontier Cadre 1904-1947. London: Curzon, 1997.  (ISBN 0-7007-0627-5)